# Raynier van Outryve d'Ydewalle
Ridder Raynier Ghislain André Marie van Outryve d'Ydewalle (Brussel, 17 december 1934 - Beernem, 10 april 2007) was een Belgisch ambtenaar en bestuurder van vennootschappen. 

## Levensloop

### Familie en studies
Raynier van Outryve d'Ydewalle, telg uit het geslacht Van Outryve d'Ydewalle, was een zoon van Hubert van Outryve d'Ydewalle en van Hélène du Sart de Bouland. Zijn vader was publicist, boomkweker, grootgrondeigenaar, burgemeester van Beernem en verzetsstrijder, zijn moeder was mecenas in de kunstenwereld. Hij was een broer van beeldhouwer Liévin d'Ydewalle
Hij deed zijn lagere studies aan het Sint-Andreasinstituut in Brugge en volbracht zijn humaniora aan het Collège Cardinal Mercier in Eigenbrakel. Hij studeerde wijsbegeerte en letteren aan de Universitaire Faculteiten in Namen en werd doctor in de rechten (1960) en licentiaat in de economische wetenschappen (1961) aan de Katholieke Universiteit Leuven. Tijdens zijn studies was hij lid van het Olivaint Genootschap van België. 
Van Outryve d'Ydewalle volbracht zijn legerdienst bij de Belgische Zeemacht en werd luitenant-ter-zee. 
Hij huwde in 1961 te Brussel met Anne t'Serstevens (dochter van Jean-Louis t'Serstevens en Marie-Anne Lemaitre), met wie hij twee dochters en één zoon had: Aude-Hélène (1962), Ysaure-Anne (1967) en Harald-Jean (1974). Hij hertrouwde met Jeannine Defraeye.

### Carrière
Van Outryve d'Ydewalle begon zijn loopbaan bij een bank en werd vervolgens in 1965 kabinetsattaché bij minister van Financiën Gaston Eyskens (CVP). In 1969 werd hij adviseur en in 1972 kabinetschef van de CVP-ministers voor Vlaamse streekeconomie en ruimtelijke ordening André Vlerick, Luc Dhoore en Mark Eyskens. Hij werkte in die functie mee aan de oprichting van de Gewestelijke Ontwikkelingsmaatschappij voor Vlaanderen (Gimv) in 1980 en werd er de eerste voorzitter van, een bestuurdersmandaat dat hij tot mei 1999 uitoefende, wanneer hij door Herman Daems werd opgevolgd. Hij vormde er een duo met directeur-generaal Gerard Van Acker.
Hij was hierdoor betrokken bij het bestuur van vennootschappen waar de Gimv aandeelhouder bij was. Zo was hij voorzitter van technologiebedrijf Barco (1989-1999). Hij was ook bestuurder van de niet-beursgenoteerde bedrijven:
- CFE (Brussel)
- LMS (Haasrode)
- Ceusters (Antwerpen)
- Westvlees (Westrozebeke)
- ABN Amro Danube Ventures (Nederland)
- Master Finance SA (Luxemburg)

Hij was ook lid van het comité voor de verdeling van de Euronext-markt.

## Andere activiteiten
Van Outryve d'Ydewalle was politiek actief als gemeenteraadslid van Beernem (1 januari 1977 tot 31 december 1988) en als provincieraadslid van West-Vlaanderen (1977-1981)
Hij was ook voorzitter van het Erfgoedcomité van de Koning Boudewijnstichting.

## Publicaties
- (met Stefaan MICHIELSEN), De bedrijvenbouwer. GIMV: twintig jaar ten dienste van de Vlaamse economie, Tielt, 2000 .